# Amt Schipkau
Das Amt Schipkau war ein 1992 gebildetes Amt im Land Brandenburg, in dem sich acht Gemeinden im damaligen Kreis Senftenberg (heute Landkreis Oberspreewald-Lausitz, Brandenburg) zu einem Verwaltungsverbund zusammengeschlossen hatten. Sitz der Amtsverwaltung war in der Gemeinde Schipkau. Das Amt Schipkau wurde 2001 aufgelöst, die amtsangehörigen Gemeinden in die Stadt Großräschen eingegliedert. Es hatte zuletzt 8350 Einwohner. 

## Geographische Lage
Das Amt Schipkau grenzte im Norden an die Ämter Kleine Elster (Niederlausitz) und Großräschen, im Osten an die amtsfreie Stadt Senftenberg, im Süden an das Amt Am Senftenberger See und die amtsfreie Stadt Schwarzheide und im Westen an die amtsfreie Stadt Lauchhammer.

## Geschichte
Der Minister des Innern des Landes Brandenburg erteilte der Bildung des Amtes Schipkau am 20. Juli 1992 seine Zustimmung. Als Zeitpunkt des Zustandekommens des Amtes wurde der 31. Juli 1992 festgelegt. Das Amt hatte seinen Sitz zunächst in der Gemeinde Schipkau und bestand aus sechs Gemeinden im damaligen Kreis Senftenberg:
1. Annahütte
2. Drochow
3. Hörlitz
4. Klettwitz
5. Meuro
6. Schipkau

Der Sitz des Amtes Schipkau wurde am 1. Oktober 2000 aus der Gemeinde Schipkau in die Gemeinde Klettwitz verlegt. Zum 31. Dezember 2001 schlossen sich die Gemeinden Annahütte, Drochow, Hörlitz, Klettwitz, Meuro und Schipkau zur neuen Gemeinde Schipkau zusammen.

## Amtsdirektor
Erster und letzter Amtsdirektor war Siegurd Heinze. Er wurde später auch Bürgermeister der Gemeinde Schipkau. Dieses Amt gab er im Januar 2010 auf und wurde im Februar 2010 Landrat des Landkreises Oberspreewald-Lausitz.

## Belege
1. ↑  Beitrag zur Statistik Landesbetrieb für Datenverarbeitung und Statistik Historisches Gemeindeverzeichnis des Landes Brandenburg 1875 bis 2005 19.8 Landkreis Oberspreewald-Lausitz PDF
2. ↑  Bildung der Ämter Nordwestuckermark, Kremmen, Spreenhagen, Oder-Welse, Prenzlau-Land, Am Senftenberger See, Schipkau und Werder. Bekanntmachung des Ministers des Innern vom 20. Juli 1992. Amtsblatt für Brandenburg - Gemeinsames Ministerialblatt für das Land Brandenburg, 3. Jahrgang, Nummer 58, 12. August 1992, S. 1015–7.
3. ↑  Verlegung des Sitzes des Amtes Schipkau nach Klettwitz. Bekanntmachung des Ministeriums des Innern vom 26. September 2000. Amtsblatt für Brandenburg. Gemeinsames Ministerialblatt für das Land Brandenburg, 11. Jahrgang, 2000, Nummer 42, Potsdam, den 25. Oktober 2000, S. 919
4. ↑  Bildung einer neuen Gemeinde Schipkau. Bekanntmachung des Ministeriums des Innern Vom 30. November 2001. Amtsblatt für Brandenburg - Gemeinsames Ministerialblatt für das Land Brandenburg, 12. Jahrgang, Nummer 52, 27. Dezember 2001, S. 894 PDF.
5. ↑  Informationen des Bürgermeisters. Amtsblatt für die Gemeinde Schipkau, 18. Jahrgang, Nr. 1, S. 3 bis 4. PDF